# Island Council (Pitcairn)
Il Consiglio dell'isola è l'organo legislativo delle Isole Pitcairn.

## Struttura
Il Consiglio è composto da dieci membri, sette (cinque Consiglieri, il Sindaco e il Vice Sindaco) dei quali sono eletti con voto popolare e sono gli unici membri a cui è consentito votare durante qualsiasi riunione del Consiglio. Gli altri tre sono membri d'ufficio : l'Amministratore (che funge sia da capo del governo che da rappresentante del Governatore delle Isole Pitcairn), il Governatore e il Vicegovernatore. I Consiglieri e il Vice Sindaco hanno tutti un mandato di due anni. Il sindaco è eletto per tre anni ed è eleggibile per un secondo mandato in carica, mentre l'amministratore è nominato dal governatore a tempo indeterminato.

## Storia
Il presidente del consiglio era tradizionalmente il magistrato, che deteneva autorità esecutiva, legislativa e giudiziaria. A seguito di una revisione costituzionale nel 1998, questo ufficio è stato diviso e sostituito dal sindaco e dal presidente del consiglio, in vigore dal 1999).
Fino al 2011 il Governatore ha nominato un secondo membro del Consiglio. Tuttavia, questa responsabilità è stata eliminata a favore dell'introduzione del quinto seggio consiliare elettivo.

## Membro del Consiglio
Al 23 novembre 2016, la composizione del Consiglio dell'isola era:
Membri votanti
- Sindaco: Charlene Warren-Peu
- Vice Sindaco: Kevin Young
- Consiglieri: Lea Brown, Darralyn Griffiths, Michele Christian, Leslie Jaques e Brenda Christian;

Membri senza diritto di voto (d'ufficio)
- Amministratore: Nicholas Kennedy,
- Governatore: Laura Clarke,
- Vice Governatore: Kevin Lynch;